# Bastion Hessen

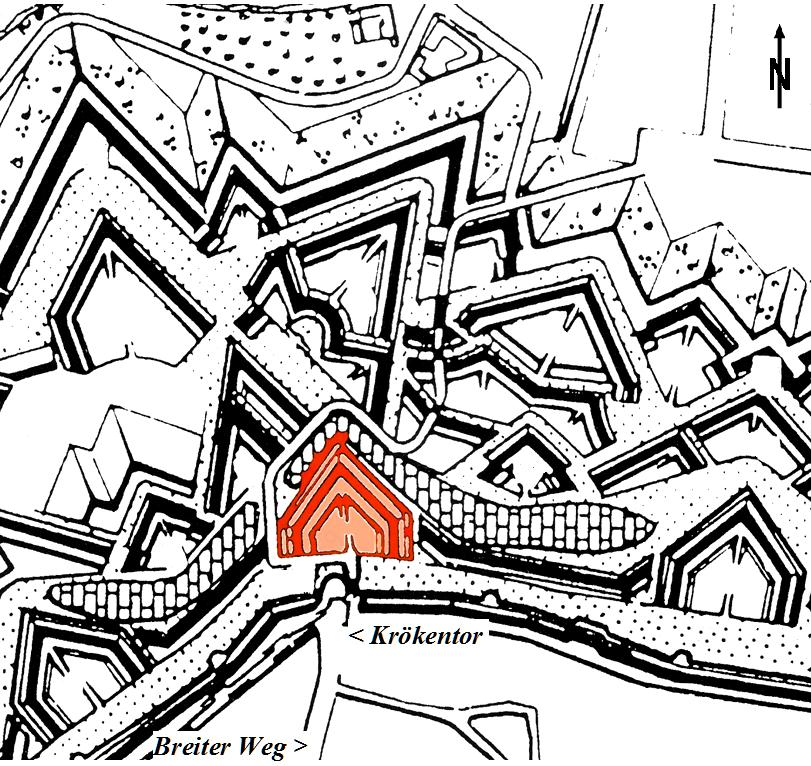
Nordwestecke der Festung Magdeburg um 1750, Bastion Hessen rot markiert

Die Bastion Hessen war ein Abwehrbauwerk der ehemaligen Festung Magdeburg. Sie wurde 1688 errichtet und Ende des 19. Jahrhunderts abgerissen. 

## Lage
Das Bauwerk befand sich in Magdeburg im Nordwesten des inneren Abwehrgürtels der Festung. Es bildete das Scharnier zwischen der West- und Nordfront und wurde flankiert von den Bastionen Halberstadt und Mark. Nach heutiger Lage befand sich die Bastion im Bereich des Universitätsplatzes und des B1-Tunnels. 

## Geschichte
Magdeburg hatte bereits im 12. Jahrhundert eine massive Stadtmauer, zur Abwehr von feindlichen Angriffen wurden danach die Abwehranlagen ständig verbessert und erweitert. Umfangreiche Erweiterungen erfolgten zu Beginn des 16. Jahrhunderts und nach dem Ende des Dreißigjährigen Krieges. 1680 kam Magdeburg endgültig unter brandenburg-preußische Herrschaft und wurde zur Festungsstadt erklärt. Nachdem bereits 1666 der brandenburgische Kurfürst Friedrich Wilhelm als künftiger Landesherr die Instandsetzung der Festungswerke angeordnet hatte, begann ab 1680 ein umfangreicher Ausbau der gesamten Festungsanlagen. In einer zweiten Bauphase ab 1702 wurde um die Stadt ein Wall von elf Bastionen errichtet, zu denen auch die Bastion „Hessen“ zählte, die 1688 fertiggestellt wurde. Ihr Name sollte ebenso wie bei den Bastionen „Cleve“ oder „Minden“ an die Gebietszuwächse Brandenburgs seit 1614 erinnern. 
Die Arbeiten wurden vom Ingenieur-Oberstleutnant Hans Martin von Bosse geleitet. Die meisten Bastionen wurden zum Schutz für die bestehenden Stadttore errichtet, im Falle der Bastion Hessen war es das nördlich gelegene Krökentor. Dieses war bisher von einem vorgelagerten Hornwerk geschützt worden, das aber während des Dreißigjährigen Krieges nicht verhindern konnte, dass Magdeburgs Eroberer Johann T’Serclaes von Tilly durch das Krökentor in die Stadt einfiel. Zunächst wurden die alten Wallanlagen abgetragen und das Krökentor umgebaut. Die Bastion wurde in die neu errichtete Umwallung hineingebaut. Sie erhielt einen fünfeckigen Grundriss, dessen Spitze nach Norden gerichtet war. Als natürlicher Graben war der Bastion ein Steinbruch vorgelagert. Die Magdeburger Nordpassage durch das Krökentor wurde zunächst westlich an der Bastion herumgeführt, nach 1870 verlegte man deren Verlauf durch die Bastion hindurch. Im Innern der Bastion wurden zwei Ebenen angelegt, die durch Aufgänge verbunden waren. An der Außenmauer befanden sich mehrere erhöhte Geschützstände. 

Zwischen 1713 und 1740 wurde unter der Leitung des preußischen Ingenieur-Offiziers Gerhard Cornelius von Walrave eine Außenumwallung mit weiteren elf Bastionen errichtet. Die Bastion Hessen rückte damit in die zweite Reihe, den so genannten Innenwall, ihr vorgelagert war nun die nach Nordosten ausgerichtete Bastion Ferdinand. Flankiert wurde sie von der Lünette Hessen und der Bastion Hessen detachiert. Obwohl nach den Baumaßnahmen im 18. Jahrhundert Magdeburg mehrfach als stärkste Festung Preußens erwähnt wurde, erwiesen sich die Befestigungswerke im Krieg gegen Napoleon als bedeutungslos, denn Magdeburg kapitulierte am 8. November 1806 vor den anrückenden französischen Truppen kampflos. 

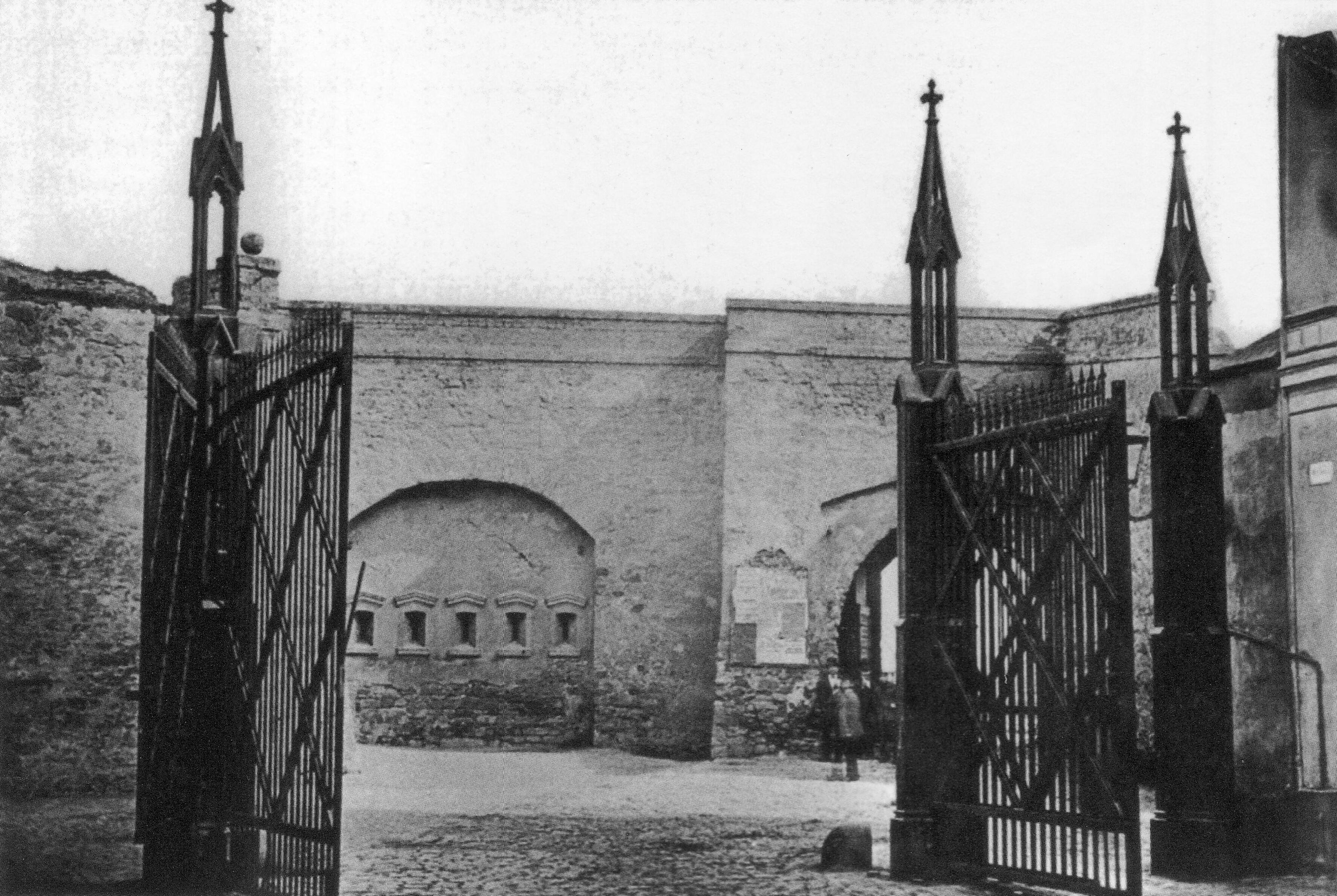
Krökentor um 1870

 Während der Zeit des von Napoleon eingerichteten Königreichs Westphalen gehörte Magdeburg zu den wichtigsten Festungen der französischen Elbverteidigungslinie. Obwohl Napoleon die Verstärkung der Magdeburger Verteidigungsanlagen angeordnet hatte, wurde an den Festungswerken wenig verändert. Auch die neupreußische Festungsmanier von 1816 hinterließ an der Bastion Hessen abgesehen von der Nachrüstung mit modernen Kriegswaffen keine Spuren. 
Eine gravierende Veränderung erfuhr die Bastion Hessen 1870, als die Nordpassage auf direktem Wege durch die Anlage hindurchgeführt wurde. Mit der kaiserlichen Kabinettsorder vom 8. Dezember 1886 wurde die Aufgabe aller Festungswerke im Reich verfügt. Daraufhin wurde in Magdeburg 1888 damit begonnen, die Festungsanlagen schrittweise zurückzubauen. Begonnen wurde mit der Nordfront, zu der auch die Bastion Hessen gehörte. Diese fiel der Anlegung des Kaiser-Wilhelm-Platzes (heute Universitätsplatz) zum Opfer. Letzte Reste wurden 2005 beim Bau des B1-Straßentunnels entfernt.